# Wyspa Wielkanocna
Wyspa Wielkanocna (hiszp. Isla de Pascua, Territorio Especial de Isla de Pascua, polinez. Rapa Nui, ang. Easter Island) – wyspa na południowym Oceanie Spokojnym w centralnej części Wyniesienia Wschodniopacyficznego. Ma 7750 mieszkańców (70% stanowią Polinezyjczycy), jedyną miejscowością jest Hanga Roa. Należy do Chile, wchodząc w skład regionu Valparaíso. Leży w odległości 2078 km od najbliższej zamieszkanej wyspy – Pitcairn i 3600 km od Chile kontynentalnego i jest jedną z najbardziej izolowanych zamieszkanych wysp świata, ustępując jedynie wyspom Tristan da Cunha. Znana jest przede wszystkim z kamiennych posągów moai.

## Historia

Flaga Wyspy Wielkanocnej

Wyspa została zasiedlona w IV wieku n.e. przez osadników z Hawajów. Niektórzy naukowcy twierdzą jednak, że mogło to nastąpić w VIII wieku n.e., na co wskazuje datowanie radiowęglowe. Polinezyjczycy prawdopodobnie przybyli z Markizów, przywożąc banany, taro, kurczaki, a także szczury. Badania Terry’ego L. Hunta i Carla P. Lipo wskazują jednak, że wyspa została zasiedlona około 1200 roku, zaś wcześniejsze błędne datowanie było spowodowane zanieczyszczeniem próbek. Tę tezę potwierdza dodatkowo brak osadów związanych z działalnością człowieka przed tym okresem.
Wyspę zasiedlili Polinezyjczycy, co potwierdzają badania genetyczne. Teorię tę, popularną już w XVIII w., wspierały podobieństwa zwyczajów, rysów twarzy, ubiorów i języka.
Inna teoria rozpropagowana przez Thora Heyerdahla mówi, że część późniejszych mieszkańców wyspy zwanych „długouchymi” przybyła z Ameryki Południowej. Mają o tym świadczyć m.in. uprawy słodkiego ziemniaka, podania mieszkańców, jak również cechy wyglądu dawnych mieszkańców wyspy, wywnioskowane z posągów. Heyerdahl doświadczalnie dowiódł możliwości przepłynięcia z Ameryki Południowej do Polinezji tratwą (Kon-Tiki). Według podań arystokratyczni „długousi” zostali prawie zupełnie zgładzeni w trakcie powstania ciemiężonych „krótkouchych” pochodzenia polinezyjskiego (wojna domowa rozegrała się po 1722 – odkrycie wyspy przez Holendrów – a przed 1773/1774 – lądowanie Jamesa Cooka). Późniejsze badania nie wykazały powiązań genetycznych współczesnych mieszkańców Wyspy Wielkanocnej z mieszkańcami Ameryki Południowej, czego jednak można się spodziewać, biorąc pod uwagę całkowitą zagładę „długouchych”.
Wyspa została odkryta przez Holendra Jacoba Roggeveena w niedzielę wielkanocną 5 kwietnia 1722 roku, co jest źródłem jej nazwy. Mieszkało na niej wówczas 2–3 tys. osób, jakkolwiek liczba ludności mogła wcześniej dochodzić do 10–15 tys. Taki spadek liczby mieszkańców został spowodowany wyczerpaniem naturalnych zasobów wyspy oraz ścięciem wszystkich drzew. Według podań ustnych w wyniku tego doszło do walk oraz kanibalizmu z powodu braku żywności . Inna koncepcja głosi, że populacja mieszkańców była stabilna, a przyczyną niedostatków żywności i wylesienia był rozwój populacji szczura polinezyjskiego. Wyniki badań z 2024 roku sugerują jednak, że do żadnego załamania populacji nigdy nie doszło i utrzymywała się ona na stabilnym poziomie ok. 3 tys. mieszkańców. Zamiast wcześniej szacowanej powierzchni ogrodów skalnych - kluczowych w tamtejszym rolnictwie, wynoszącej od 4,9 do 21,1 km², nowe analizy sugerują, że ich rzeczywista powierzchnia wynosiła w sumie zaledwie około 0,76 km².
Do połowy XIX wieku populacja odbudowała się do poziomu ok. 4 tys., by w przeciągu 20 lat, w wyniku wywożenia tubylców do pracy niewolniczej w Peru oraz Chile, zmniejszyć się do 110 mieszkańców w 1877 roku. W tym czasie mieszkańcy przyjęli wyznanie katolickie. Po interwencjach, m.in. biskupów chilijskich, zaprzestano wywożenia mieszkańców, zaś tym, którzy przeżyli niewolę, pozwolono wrócić. Większość z nich zmarła jednak w wyniku epidemii grypy. Po zaprzestaniu porwań populacja mieszkańców wyspy znów zaczęła rosnąć.
W 1888 wyspa była okupowana przez Chile, po czym oddano ją w dzierżawę brytyjskiemu przedsiębiorstwu, które utworzyło na niej farmę owczą. Po kryzysie gospodarczym z 1929 r. Chile próbowało w latach 1930. sprzedać wyspę w zamian za okręty wojenne. Pierwszą ofertę w 1930 r. złożono Stanom Zjednoczonym, ale została odrzucona. W latach 1936–1939 rząd Chile proponował sprzedaż wyspy kolejno Wielkiej Brytanii, Japonii i Niemcom, jednak żadne z państw nie widziało w jej posiadaniu istotnej korzyści strategicznej, gdyż była zbyt odległa od innych lądów.
W 1966 r. Chile uregulowało status wyspy, włączając ją do regionu Valparaiso i przyznając wyspiarzom prawa obywatelskie. Według spisu z 2011 roku wyspa ma 5035 mieszkańców. W porównaniu ze spisem z 1982 roku odnotowano znaczny wzrost (populacja wynosiła wówczas 1936 osób). Jest to spowodowane m.in. imigracją Europejczyków. Jednocześnie zmniejsza się udział Polinezyjczyków w społeczności wyspy (z 70% w 1982 do 60% w 2005)
Autochtoniczni mieszkańcy wyspy od czasu oficjalnego włączenia do Chile w 1966 r. walczyli o odszkodowanie za poniesione straty, o ochronę swojego statusu, ograniczenie liczebności wojska i ograniczenie napływu turystów. W 1993 r. przyjęto ustawę o tubylcach, która zakazała posiadania ziemi przybyszom, a na mocy ustawy z 2009 r. prawo osiedlenia na wyspie zarezerwowano dla autochtonów oraz ich małżonków i potomków.
Na wyspie znaleziono drewniane tabliczki pokryte pismem rongorongo, które nie zostało dotąd odczytane.

## Geografia

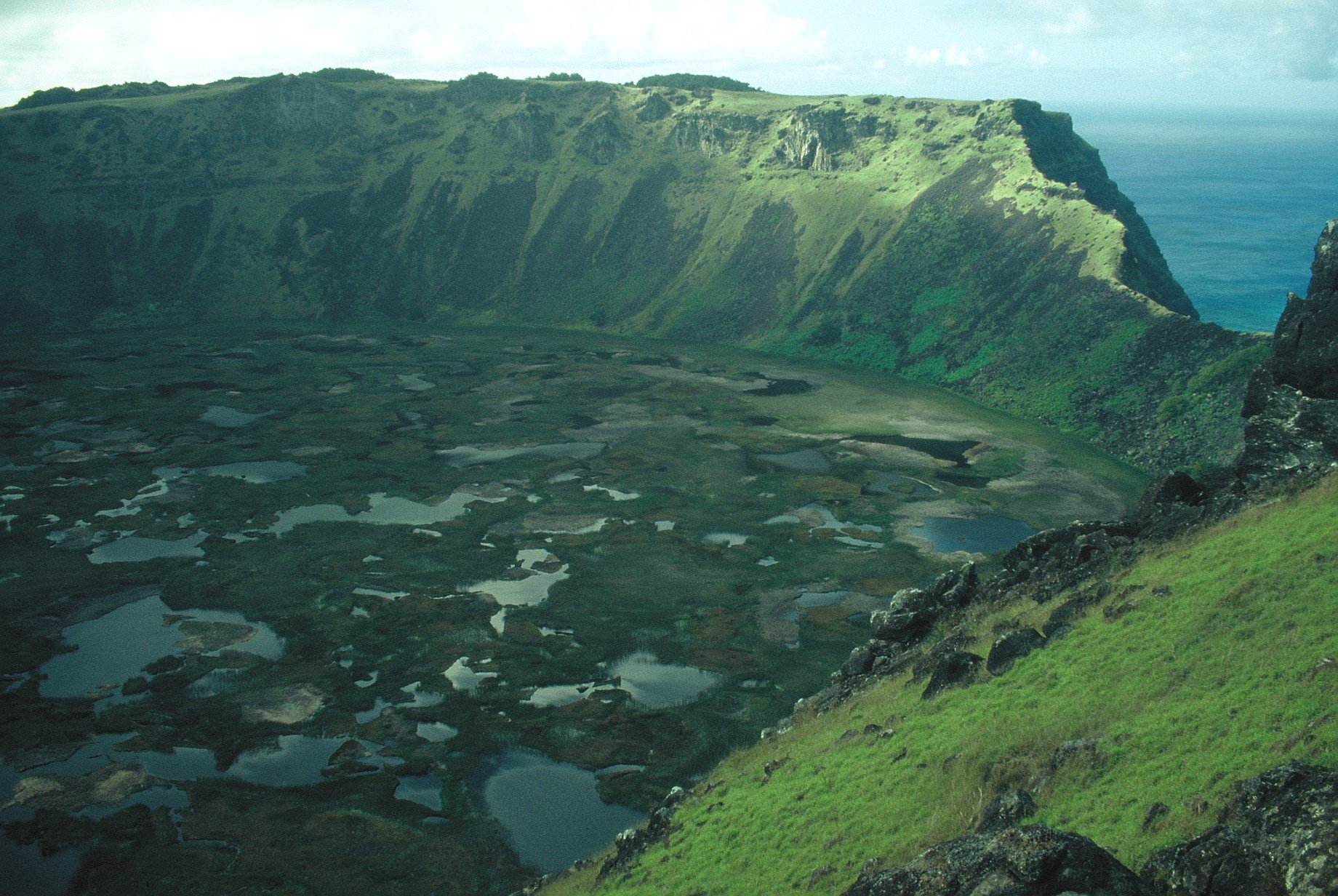
Krater Rano Kau w Parku Narodowym Rapa Nui

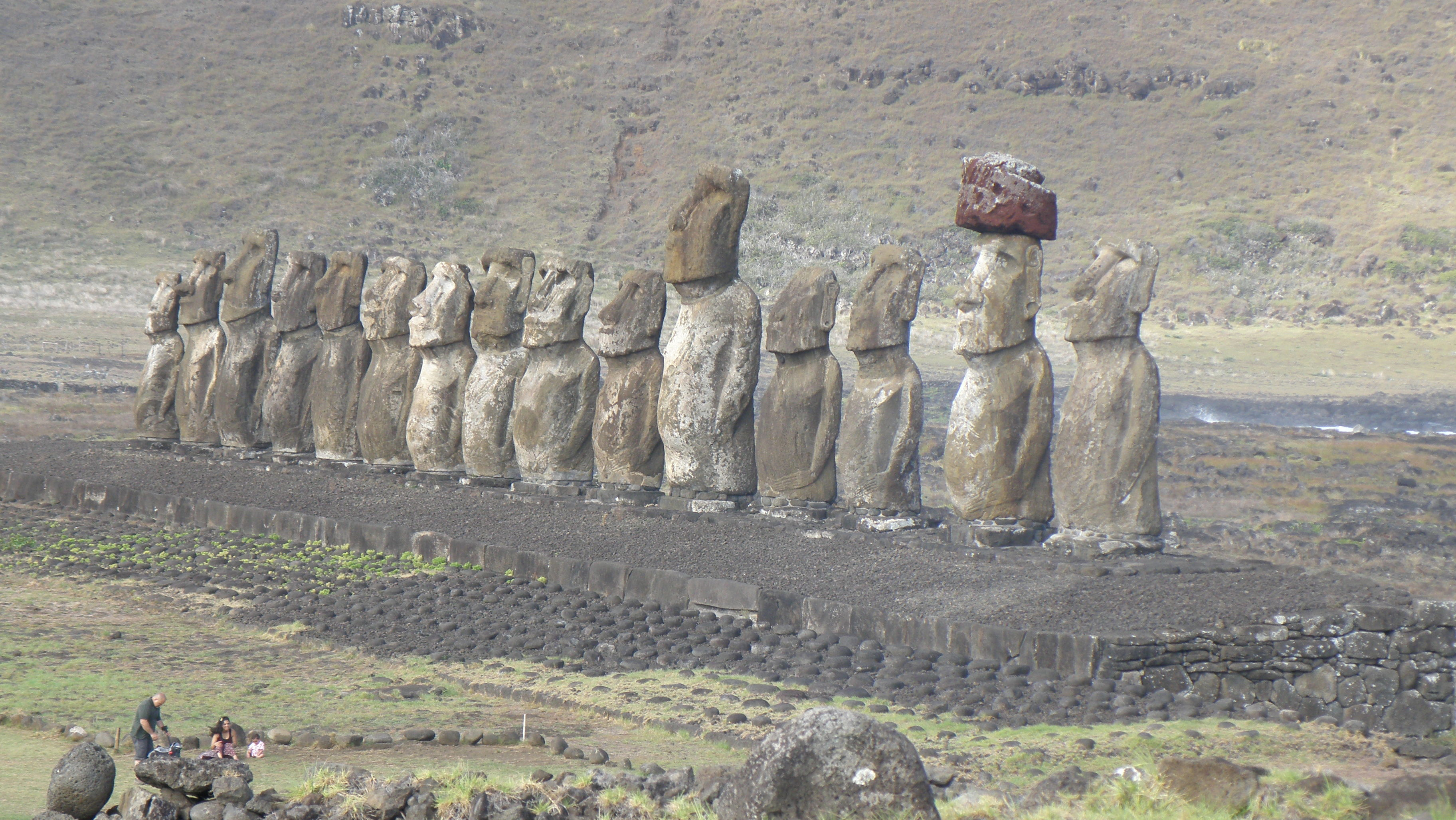
Plaża Tonariki z szeregiem rzeźb moai

Wyspa Wielkanocna należy do najbardziej izolowanych miejsc na Ziemi. Znajduje się na Pacyfiku, ponad 2000 km od wyspy Pitcairn i ok. 3600 km od wybrzeży Chile. Obszar Rapa Nui wynosi 163,6 km², długość – ok. 15 km, a szerokość – ok. 20 km.
Wyspa jest pochodzenia wulkanicznego i uformowały ją pomiędzy 750 a 100 tysięcy lat temu cztery główne wulkany: Rano Kau (przy którym znajduje się dawne centrum pałacowo-ceremonialne), Rano Raraku (z kamieniołomem, w którym powstawały moai), Puakatike na Półwyspie Poike oraz Terevaka (najmłodszy z wulkanów, będący jednocześnie najwyższym wzniesieniem Rapa Nui – 507 m n.p.m.). Pochodzenie geologiczne powoduje, że wyspa jest zbudowana ze skał tufowych, w których powstało wiele jaskiń (do najbardziej znanych należą: Ana Te Pahu i Ana Kai Tangata). Tego samego pochodzenia geologicznego co Wyspa Wielkanocna, są także sąsiednie wyspy: Motu Nui i Motu Iti oraz skała pomiędzy nimi a Rapa Nui – Motu Kao Kao.
Na Wyspie Wielkanocnej panuje odmiana morska klimatu podzwrotnikowego. Do najcieplejszych miesięcy należy luty, a pora chłodna to okres od lipca do sierpnia, przy czym najbardziej deszczowy jest kwiecień.

### Park Narodowy Rapa Nui
Obszar 71,3 km² (43,6% powierzchni wyspy) objęty jest ochroną w ramach Parku Narodowego Rapa Nui (Parque Nacional Rapa Nui), utworzonego w 1935 roku, a w 1996 roku wpisanego wraz ze znajdującymi się na jego terenie moai na listę światowego dziedzictwa UNESCO.
Teren Parku dzieli się na siedem sekcji: Rano Kau, Puna Pau, Rano Raraku, Anakena, Ahu Akivi, Wybrzeże Północne (Costa Norte) i Hanga Roa (obszar miejski na Rapa Nui).

## Gospodarka
Gospodarka wyspy oparta jest głównie na turystyce. Co roku wyspę odwiedza ok. 30 tys. turystów. Średni okres pobytu to ok. 3–4 dni, wydatki – ok. 500 USD na osobę, co daje przychód z turystyki w kwocie ok. 15 milionów USD rocznie. Wyspa jest strefą tax free, co oznacza, że jej mieszkańcy nie płacą podatków. Główną atrakcję stanowią kamienne figury moai.
Mieszkańcy trudnią się także rolnictwem, rybołówstwem, hodowlą koni, drobiu i bydła. W przeszłości na wyspie hodowano wyłącznie owce. Uprawia się banany, taro, kukurydzę, warzywa (w małych ilościach), trzcinę cukrową, figowce i bataty. Większość żywności sprowadzana jest drogą morską bądź lotniczą z kontynentu, przez co jej ceny są wyższe niż w Chile kontynentalnym. Drogą morską sprowadzana jest też reszta zaopatrzenia, gdyż na wyspie nie ma przemysłu.
Przez lata rozwinęło się również rzemiosło. Wyrabia się głównie naszyjniki z muszli, drewna i ptasich piór, modele moai (zarówno kamienne, jak i drewniane) oraz inne przedmioty, jak misy i ozdoby, których zdobnictwo nawiązuje do lokalnych motywów mitologicznych.

## Moai
Miejsce to znane jest przede wszystkim z 887 kamiennych posągów, zwanych moai stawianych na kamiennych platformach ahu. Są najbardziej znanym osiągnięciem polinezyjskich mieszkańców wyspy. Większość z nich została wykuta w tufie pochodzącym z wulkanu Rano Raraku za pomocą narzędzi z bazaltu. Przeznaczenie tych obiektów nie jest znane. Powstało na ten temat wiele teorii, mówiących o posągach jako wyobrażeniu bóstw bądź przodków. Jedna z teorii mówi, że moai wskazywały źródła pitnej wody. Nie wiadomo, jak przemieszczano ciężkie bloki kamienia. Prawdopodobnie używano do tego drewnianych płóz.
Polinezjaniści zgodnie przyjmują, że wznoszenie posągów zostało przerwane w XVI wieku, a kamieniołom, w którym obrabiano materiał, porzucono nagle, o czym świadczą pozostawione tam niedokończone posągi. Teoria, że powodem był wybuch walk międzyplemiennych w wyniku przeludnienia i klęski głodu, została zakwestionowana w wyniku badań uczonych z USA, Chile i Nowej Zelandii.

## Fauna i flora
Drzewa rosnące obecnie na wyspie (głównie eukaliptus i akacja) mają ok. 50 lat i zostały przywiezione z Chile. Kiedyś na wyspie rósł las tropikalny. Przypuszczano, że tubylcy doszczętnie je wycięli, budując łodzie, domy i transportując moai, co miało spowodować wyjałowienie gleby i klęskę głodu. Najnowsze badania wskazują jednak, że najprawdopodobniej przyczyną zniknięcia drzew nie była działalność człowieka, lecz gwałtowny wzrost populacji szczurów, które żywiły się nasionami, uniemożliwiając rozsiewanie drzew.
Na wyspie rosły prawdopodobnie palmy podobne do kokosowej. Należały do endemicznego gatunku Paschalococos disperta, który ostatecznie wymarł około roku 1650. Na Wyspie Wielkanocnej występowało również co najmniej 6 endemicznych gatunków ptaków lądowych, m.in. papugi, czaple i płomykówki, chruściele oraz kilka gatunków ptaków morskich: petrele, fregaty, nawałniki. Powodem ich zagłady było wylesienie oraz polowania wkrótce po zasiedleniu wyspy.

## Transport lotniczy
Jedynym lotniskiem na wyspie jest port lotniczy Mataveri. Pas startowy został w latach 80. XX wieku wydłużony na podstawie umowy między prezydentem Chile Augusto Pinochetem i prezydentem USA Ronaldem Reaganem. Ma 3318 metrów długości i był zapasowym lądowiskiem dla promów kosmicznych. Jedyną linią lotniczą, której samoloty tam docierają, jest LATAM.